# لی جونگ اون (بازیگر)
لی جونگ-اون (انگلیسی: Lee Jung-eun؛ زادهٔ ۲۳ ژانویهٔ ۱۹۷۰) بازیگر اهل کره جنوبی است.
از فیلم‌ها یا مجموعه‌های تلویزیونی که وی در آن‌ها نقش داشته‌است، می‌توان به مادر، وکیل مدافع، ارابه، کارآگاه کی: راز جزیره گم‌شده، شیون، اوکجا، راننده تاکسی، انگل، تو کیستی: مدرسه ۲۰۱۵، هی روح، بیا بجنگیم، وقتی تو خواب بودی ، همسر آشنا، دانشکده حقوق، بخشی از ذهن تو، روز شانس خونین و غم‌های ما اشاره نمود.